# Peru International Series 2022
Die Peru International Series 2022 im Badminton fand vom 19. bis zum 23. Oktober 2022 in Lima statt. Es war die vierte Austragung der Veranstaltung.

## Sieger und Platzierte
| Disziplin    | Gold                           | Silber                     | Bronze                                       |
| ------------ | ------------------------------ | -------------------------- | -------------------------------------------- |
| Herreneinzel | Jonathan Matias                | Uriel Canjura              | Job Castillo                                 |
| Herreneinzel | Jonathan Matias                | Uriel Canjura              | Lino Muñoz                                   |
| Dameneinzel  | Juliana Viana Vieira           | Haramara Gaitan            | Inés Castillo                                |
| Dameneinzel  | Juliana Viana Vieira           | Haramara Gaitan            | Miriam Jacqueline Rodriguez Perez            |
| Herrendoppel | Lam Wai Lok Lap Kan Kern Pong  | Jonathan Matias Davi Silva | Izak Batalha Matheus Voigt                   |
| Herrendoppel | Lam Wai Lok Lap Kan Kern Pong  | Jonathan Matias Davi Silva | Fabrício Farias Francielton Farias           |
| Damendoppel  | Jaqueline Lima Sâmia Lima      | Sânia Lima Tamires Santos  | Alisa Juleisy Acosta Nairoby Abigail Jiménez |
| Damendoppel  | Jaqueline Lima Sâmia Lima      | Sânia Lima Tamires Santos  | Iona Gualdi Ailen Oliva                      |
| Mixed        | Fabrício Farias Jaqueline Lima | Davi Silva Sânia Lima      | Gabriel Cury Jackeline Luz                   |
| Mixed        | Fabrício Farias Jaqueline Lima | Davi Silva Sânia Lima      | Matheus Voigt Tamires Santos                 |